# Leo Lake
Leo Lake är en sjö i Kanada.   Den ligger i provinsen Manitoba, i den centrala delen av landet, 2 100 km nordväst om huvudstaden Ottawa. Leo Lake ligger 300 meter över havet. Arean är 0,44 kvadratkilometer. Den ligger vid sjöarna  Alberts Lake och Thompson Lake. Den sträcker sig 0,8 kilometer i nord-sydlig riktning, och 1,0 kilometer i öst-västlig riktning.
I omgivningarna runt Leo Lake växer i huvudsak barrskog. Trakten runt Leo Lake är nära nog obefolkad, med mindre än två invånare per kvadratkilometer.